# Saison 2 de Sleeper Cell
Chronologie
Saison 1
Cet article présente le guide des épisodes de la deuxième saison du feuilleton télévisé Sleeper Cell.

## Liste des épisodes

### Épisode 1:L'Esprit saint
- États-Unis : 10 décembre 2006

### Épisode 2:Le Boucher
- États-Unis : 11 décembre 2006

### Épisode 3:Torture
- États-Unis : 12 décembre 2006

### Épisode 4:La Foi
- États-Unis : 13 décembre 2006

### Épisode 5:Le Foyer
- États-Unis : 14 décembre 2006

### Épisode 6:L'École
- États-Unis : 15 décembre 2006

### Épisode 7:La Discorde
- États-Unis : 16 décembre 2006

### Épisode 8:Réunion
- États-Unis : 17 décembre 2006